# Ульяновский фармацевтический колледж

Мемориальная доска на здании колледжа.

Ульяновский фармацевтический колледж — федеральное государственное бюджетное профессиональное образовательное учреждение Министерства здравоохранения Российской Федерации. Находится в г. Ульяновске. Основан в 1939 году.

## История
По приказу Наркомздрава от 14 июля 1939 года по причине острой нехватки фармацевтических работников в Ульяновске была организована фармацевтическая школа, которая разместилась в здании бывшей Симбирской классической гимназии. Первым её директором стал Ю. Э. Каганов, который являлся её руководителем вплоть до 1975 г. Первый выпуск состоялся в 1941 году, многие учащиеся после вручения диплома отправлялись на фронт. По окончании войны школа была реорганизована в фармацевтическое училище (1954), а впоследствии, в связи с увеличением количества абитуриентов, были открыты отделения «Лабораторная диагностика» (1971 г.) и «Сестринское дело» (1984 г.).
Приказом Министерства здравоохранения от 12 февраля 1992 года училище получило статус фармацевтического колледжа.

## Специальности
В настоящее время колледж готовит:
- фармацевтов;

- старших фармацевтов;

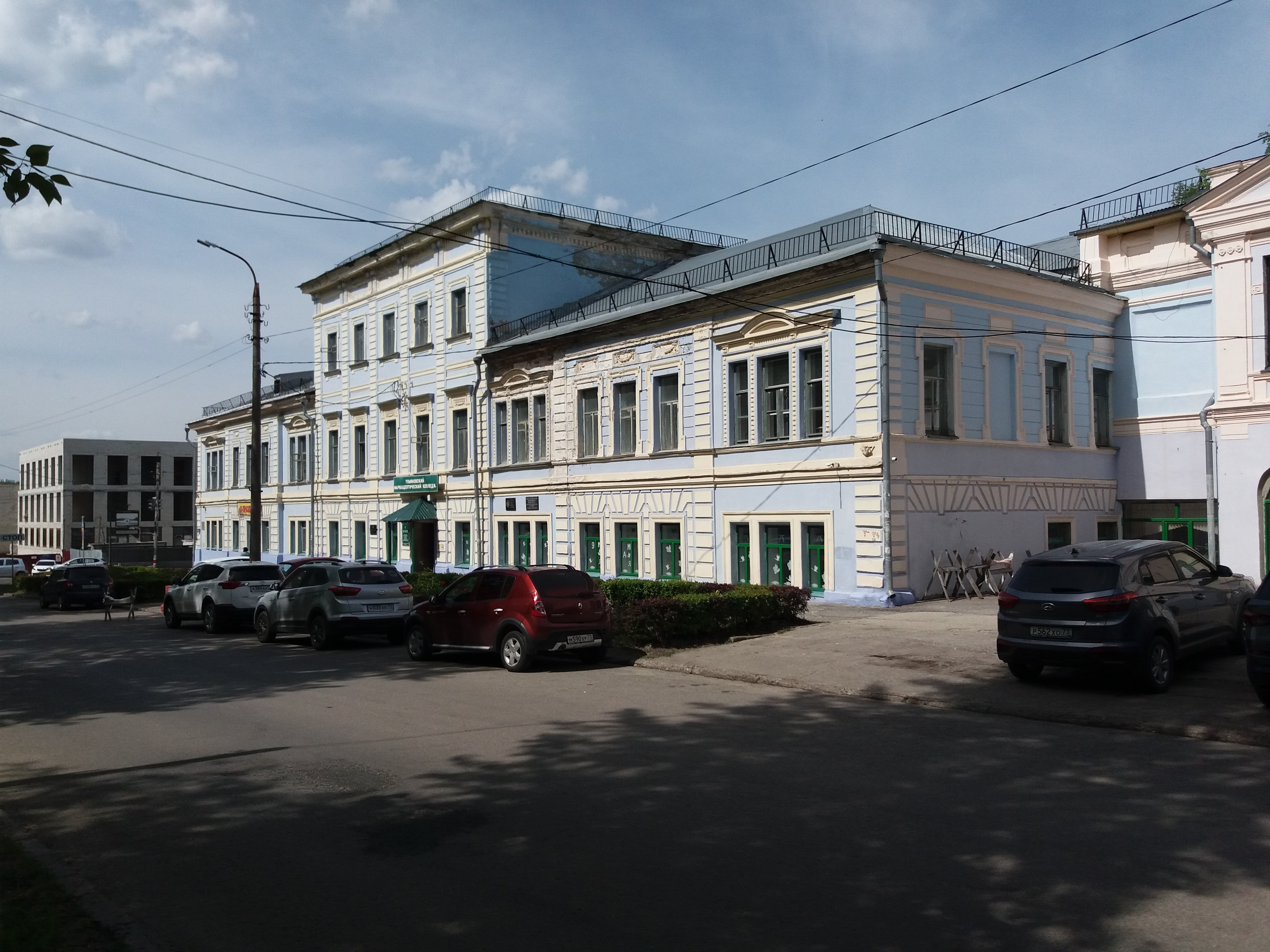
Ульяновский фармацевтический колледж.

- медицинских лабораторных техников;
- медицинских технологов;
- медицинских сестёр;
- медицинских сестёр по массажу;
- фельдшеров.

## Директорат
- Юрий Эммануилович Каганов (1939 — 8.1974),
- Геннадий Алексеевич Винокуров (8.1974 — 12.1978),
- С 1979 г. директором училища была Маргарита Николаевна Кавалерова, Заслуженный учитель школы РСФСР.
- С 1994 года колледж возглавляет Заслуженный работник здравоохранения Российской Федерации — Денисова Любовь Ивановна.

## Адреса колледжа
За первый год школа поменяла несколько адресов: рабфак им. Ленина, Ульяновский сельскохозяйственный техникум, Ульяновская средняя школа № 3 на улице Л. Толстого, ныне Мариинская гимназия, здание рабфака им. Горького по ул. Ленина, здание присутственных мест на бульваре Новый Венец. Ныне колледж располагается в бывшем здании удельной конторы. Архитектор М. П. Коринфский, 1835. 

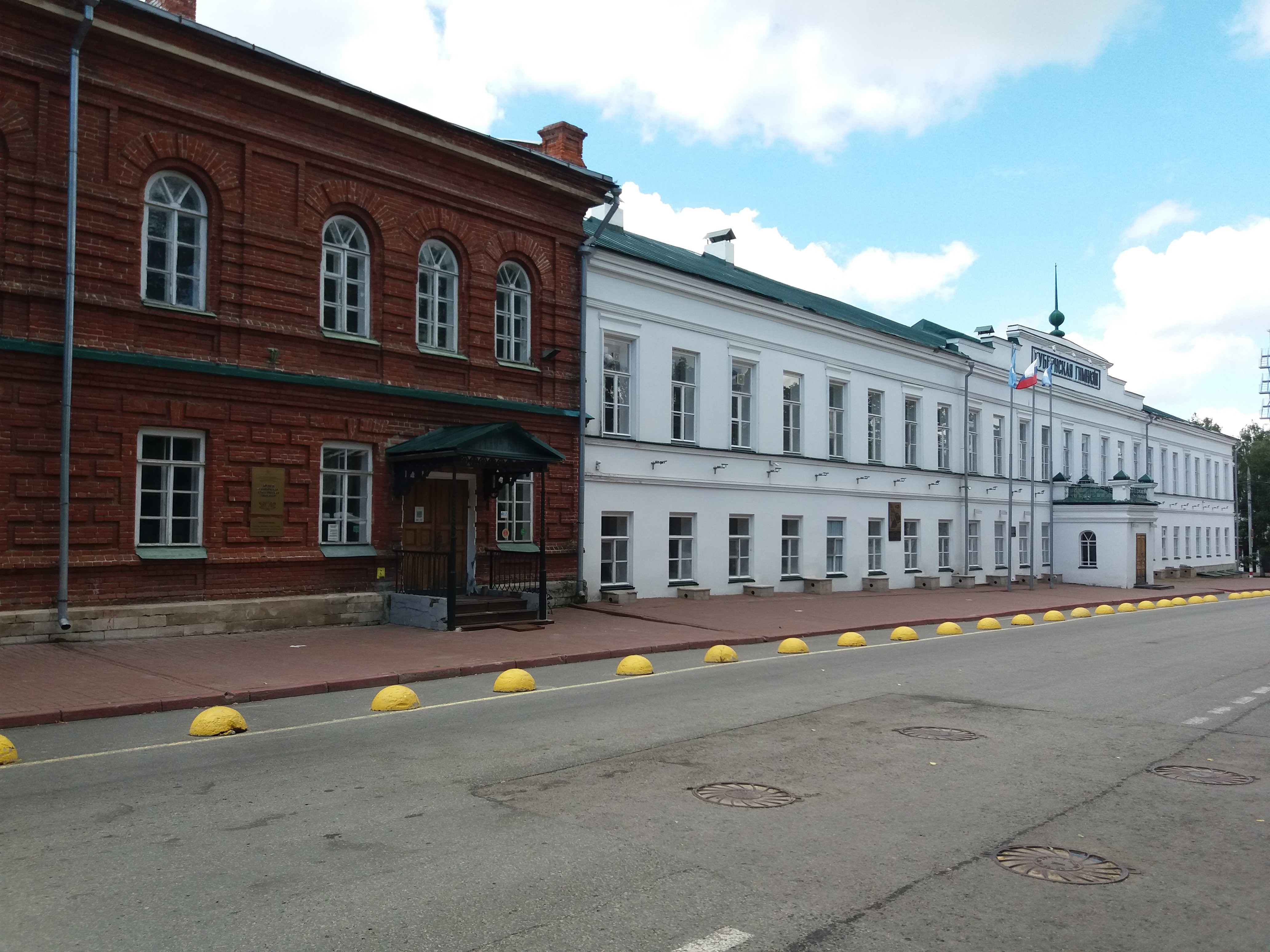
Бывшее здание Симбирской классической гимназии, ныне Гимназия № 1.
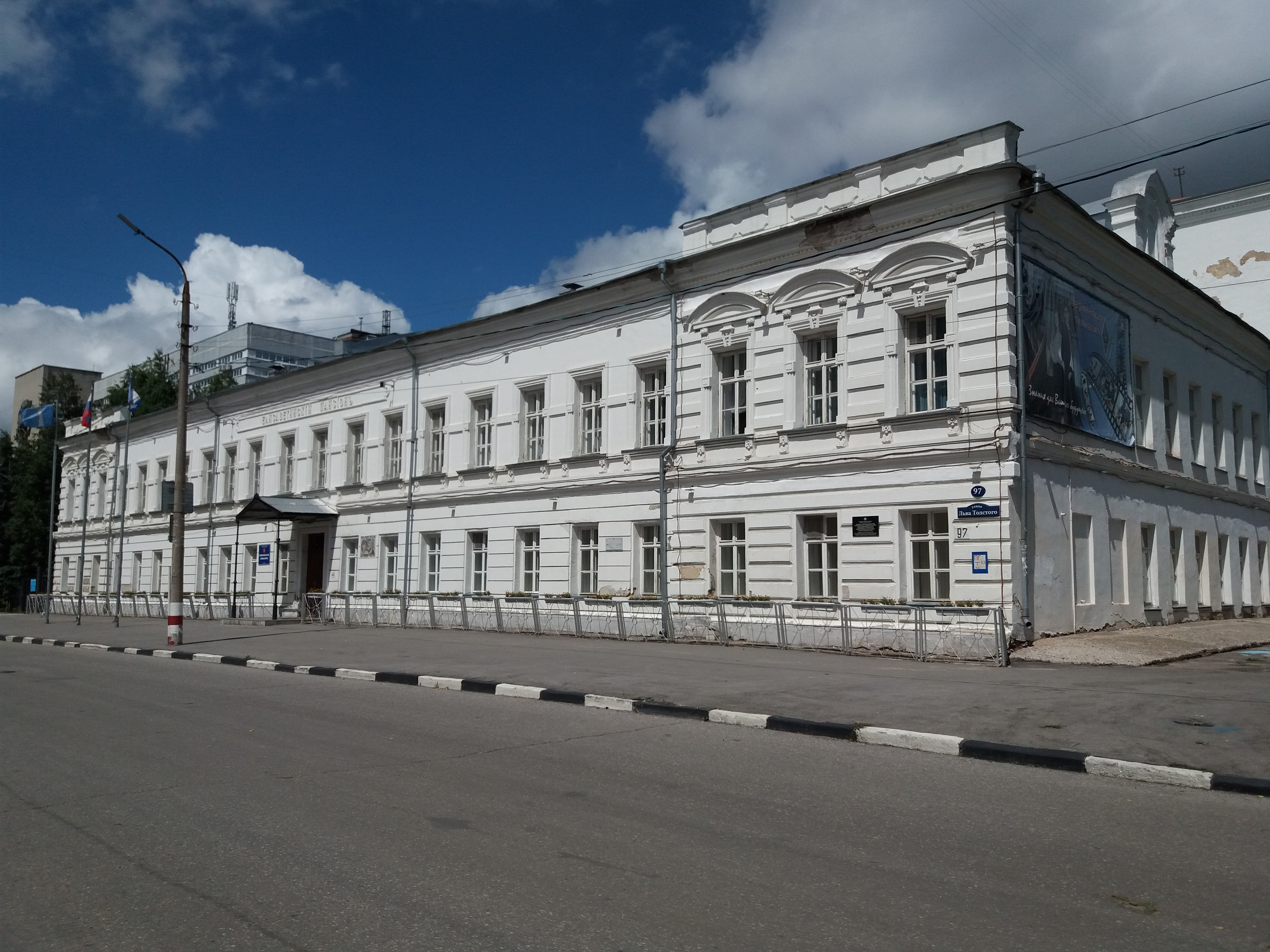
Здание Мариинской гимназии.
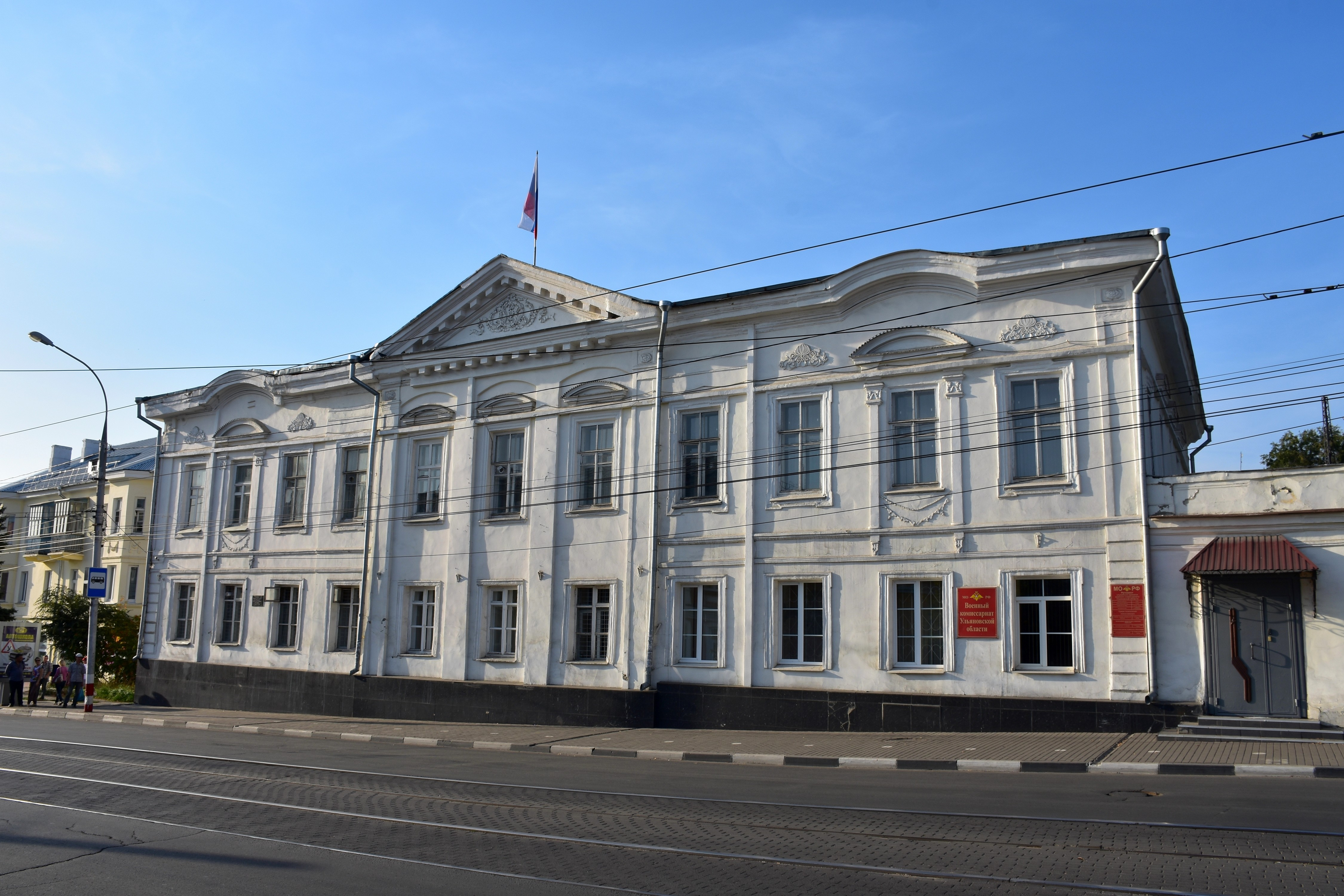
Здание рабфака им. Горького (ныне здание облвоенкомата, ул. Ленина).
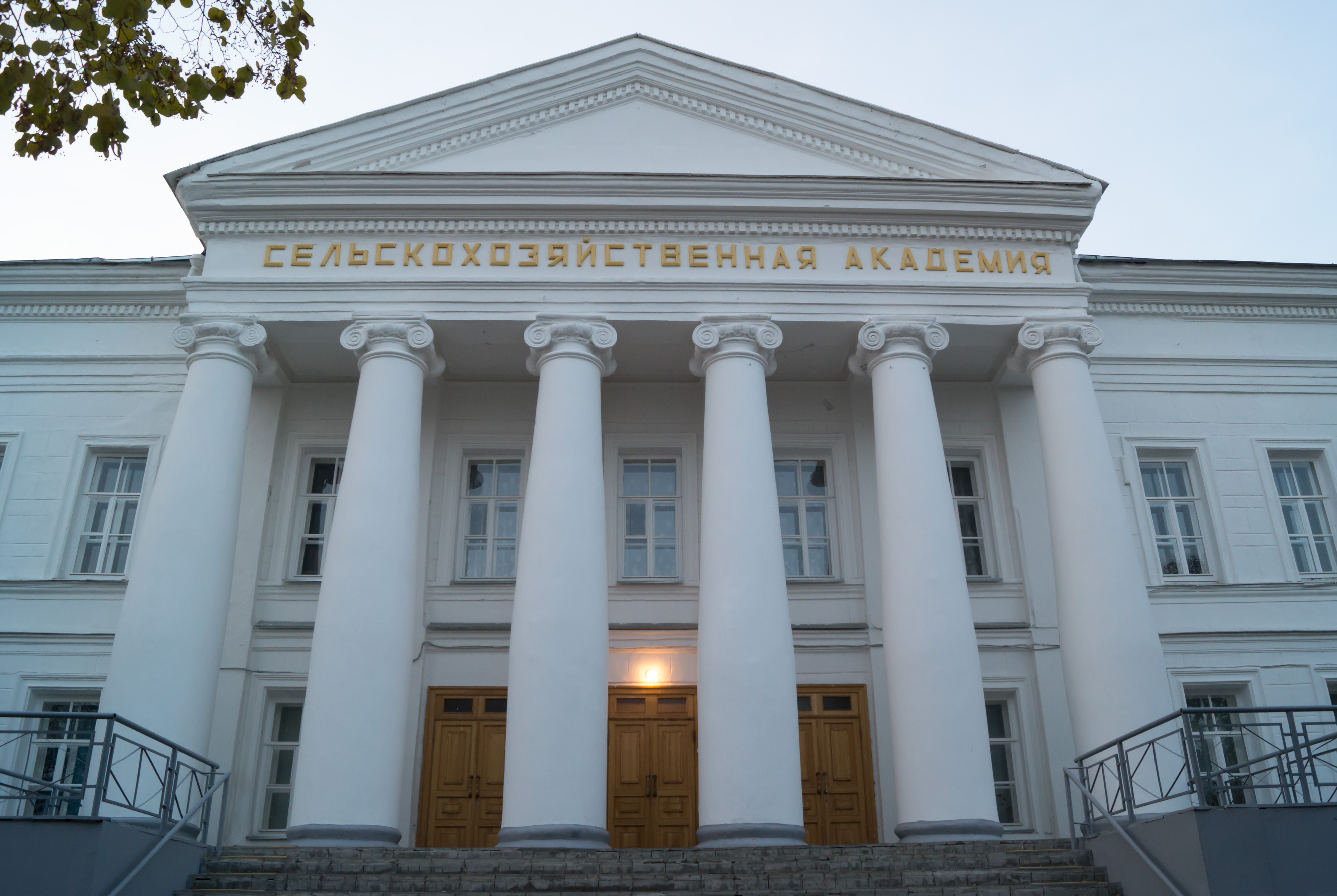
Бывшее здание Присутственных мест, ныне Ульяновская государственная сельскохозяйственная академия.
Мемориальная доска на здании колледжа.
Мемориальная доска на здании колледжа.